# اسپیس‌اکس ۷
اسپیس‌اکس ۷ هفتمین پرواز عملیاتی خدمه تجاری ناسا از فضاپیمای اسپیس‌اکس دراگن ۲ و یازدهمین پرواز کلی خدمه مداری است. این ماموریت برای پرتاب در ۲۵ اوت ۲۰۲۳ برنامه ریزی شده است. ماموریت Crew-7 چهار خدمه را به ایستگاه فضایی بین‌المللی (ISS) منتقل می کند. 
از اوت ۲۰۲۲، یک فضانورد ناسا، یاسمین مقبلی به عنوان فرمانده، یک فضانورد ESA، آندریاس موگنسن از دانمارک، و یک فضانورد از روسکوسموس، کنستانتین بوریسف، به این مأموریت منصوب شده‌اند و موگنسن به عنوان اولین غیرآمریکایی به عنوان خلبان خدمت می‌کند. خدمه اسپیس‌اکس دراگن ۲. ساتوشی فروکت. ا در سال ۲۰۲۲ به این ماموریت منصوب شد. 

## خدمه
| رده | خدمه | خدمه |
| --- | ---- | ---- |

| رده | خدمه | خدمه |
| --- | ---- | ---- |

## ماموریت
هفتمین ماموریت عملیاتی اسپیس‌اکس در برنامه خدمه تجاری قرار است در ۲۵ اوت ۲۰۲۳ پرتاب شود. بخش اروپایی این ماموریت هوگین نام دارد.

## References
1. 1 2  "Falcon 9 Block 5 - SpaceX Crew-7". Next Spaceflight. 22 June 2023. Retrieved 23 June 2023.
2. ↑  "JAXA Satoshi Furukawa". JAXA humans in space (به انگلیسی). Retrieved 2022-05-24.
3. ↑  "Moghbeli, Mogensen Named to SpaceX Crew-7 Mission - AmericaSpace". www.americaspace.com (به انگلیسی). 2022-03-25. Retrieved 2022-05-24.